# کالج سلطنتی دامپزشکی
کالج سلطنتی دامپزشکی (به انگلیسی: Royal Veterinary College) یک مدرسه دامپزشکی واقع در لندن و یکی از مؤسسات عضو دانشگاه لندن است. در سال ۱۷۹۱ تأسیس شد و در سال ۱۹۴۹ به دانشگاه لندن پیوست. کالج سلطنتی دامپزشکی، قدیمی‌ترین و بزرگ‌ترین مدرسه دامپزشکی در بریتانیا است. و یکی از تنها ۹ مدرسۀ دامپزشکی در بریتانیا است که دانشجویان می‌توانند در آن تحصیل کنند تا دامپزشک شوند.